# 그레그 카마이클

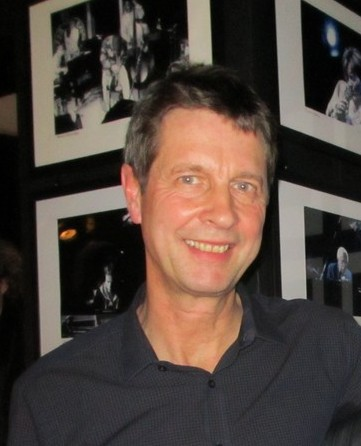

그렉 카마이클(Greg Carmichael, 1953년 8월 7일 ~ )은 어쿠스틱 알케미의 오랜 일원이다. 그의 악기는 클래식 기타이다. 그가 맨 처음 1985년에 닉 웹과 동업할 때 통기타로 《Red Dust and Spanish Lace》 앨범을 냈고, 아직까지 가장 중요한 위치에 서 있다.
웹이 췌장암으로 1998년에 죽고, 카마이클은 이 밴드에 계속 남기로 결정했으나, 악기를 클래식기타로 바꾸고, Miles Gilderdale이라는 새로운 작곡자를 동료로 끌어들였다.